# Clásica de Anapoima
La Clásica de Anapoima es una carrera ciclística amateur por etapas que se corre en los alrededores del municipio colombiano de Anapoima, en el departamento de Cundinamarca. Fue fundada en 1998 por Alfredo Morales Entre sus ganadores se encuentran importantes ciclistas como Cayetano Sarmiento, Óscar Sevilla y Fabio Duarte.
Esta carrera hace parte del calendario ciclístico nacional de Colombia y tiene lugar en marzo o abril.

## Palmarés

### Masculino
| Año       | Ganador                 | Segundo                 | Tercero                 |
| --------- | ----------------------- | ----------------------- | ----------------------- |
| 1998      | John Antonio Ramírez    |                         |                         |
| 1999      | Javier Guerrero         | Johny Ruiz              | Víctor Herrera          |
| 2000      | Luis Espinosa           | Juan Alberto Robayo     |                         |
| 2001      | Juan Carlos Fonseca     |                         |                         |
| 2002      | Ismael Sarmiento        | Víctor Becerra          | José Luis Vanegas       |
| 2003      | Ismael Sarmiento        | Giovanni Báez           | Israel Ochoa            |
| 2004      | edicion no realizada    | edicion no realizada    | edicion no realizada    |
| 2005      | Deiby Ibáñez            | Julián Atehortúa        | Johao Rodríguez         |
| 2006      | Fabio Duarte            | Walter Pedraza          | Víctor Niño             |
| 2007      | Giovanni Báez           | Javier Zapata           | Freddy Piamonte         |
| 2008      | Cayetano Sarmiento      | Uberlino Mesa           | Fabio Duarte            |
| 2009      | Julián Atehortúa        | John Martínez           | Freddy Piamonte         |
| 2010      | Óscar Sevilla           | Fabio Duarte            | Giovanni Báez           |
| 2011      | Juan Pablo Suárez       | Walter Pedraza          | Javier González         |
| 2012      | Giovanni Báez           | Óscar Sevilla           | Félix Cárdenas          |
| 2013      | Óscar Sevilla           | Arley Montoya           | Edward Beltrán          |
| 2014      | Óscar Sevilla           | Cristian Serrano        | Camilo Castiblanco      |
| 2015      | Óscar Sevilla           | Edwin Sánchez           | Jhon Anderson Rodríguez |
| 2016      | Óscar Sevilla           | Edward Beltrán          | Edward Díaz             |
| 2017      | Óscar Sevilla           | Fabio Duarte            | Danny Osorio            |
| 2018      | Freddy Montaña          | Cristhian Montoya       | Daniel Muñoz            |
| 2019      | Yeison Reyes            | Alexander Gil           | Brandon Rivera          |
| 2020-2021 | ediciones no realizadas | ediciones no realizadas | ediciones no realizadas |
| 2022      | Juan Sebastián Forero   | Didier Chaparro         | Daniel Hoyos            |
| 2023      | Edgar Pinzón            | Cristian Muñoz          | Didier Chaparro         |
| 2024      | Rodrigo Contreras       | Robinson López          | Sergio Luis Henao       |
| 2025      | Rodrigo Contreras       | Wilson Peña             | Santiago Garzón         |

### Femenino
| Año       | Ganador                 | Segundo                 | Tercero                 |
| --------- | ----------------------- | ----------------------- | ----------------------- |
| 2010      | Luz Adriana Tovar       |                         |                         |
| 2011      | Ana Cristina Sanabria   | Nury Torres             | Lorena Colmenares       |
| 2012-2015 | ediciones no realizadas | ediciones no realizadas | ediciones no realizadas |
| 2016      | Ana Cristina Sanabria   | Serika Gulumá           | Liliana Moreno          |
| 2017      | Ana Cristina Sanabria   | Jessica Parra           | Liliana Moreno          |
| 2018      | Liliana Moreno          | Laura Castillo          | Lorena Vargas           |
| 2019      | Lilibeth Chacón         | Liliana Moreno          | Jeniffer Medellín       |
| 2020-2021 | ediciones no realizadas | ediciones no realizadas | ediciones no realizadas |
| 2022      | Milena Fagua            | Laura Rojas             | Zulay Camacho           |
| 2023      | Karina Flores           | Gabriela Soto           | Leidy Torres            |
| 2024      | Miryam Núñez            | Gabriela Soto           | Sara Moreno             |
| 2025      | Natalia Franco          | Sharon Sandoval         | Luisa Morales           |